# Eugenia curvipilosa
Eugenia curvipilosa là một loài thực vật có hoa trong Họ Đào kim nương. Loài này được McVaugh mô tả khoa học đầu tiên năm 1956.